# Hofje

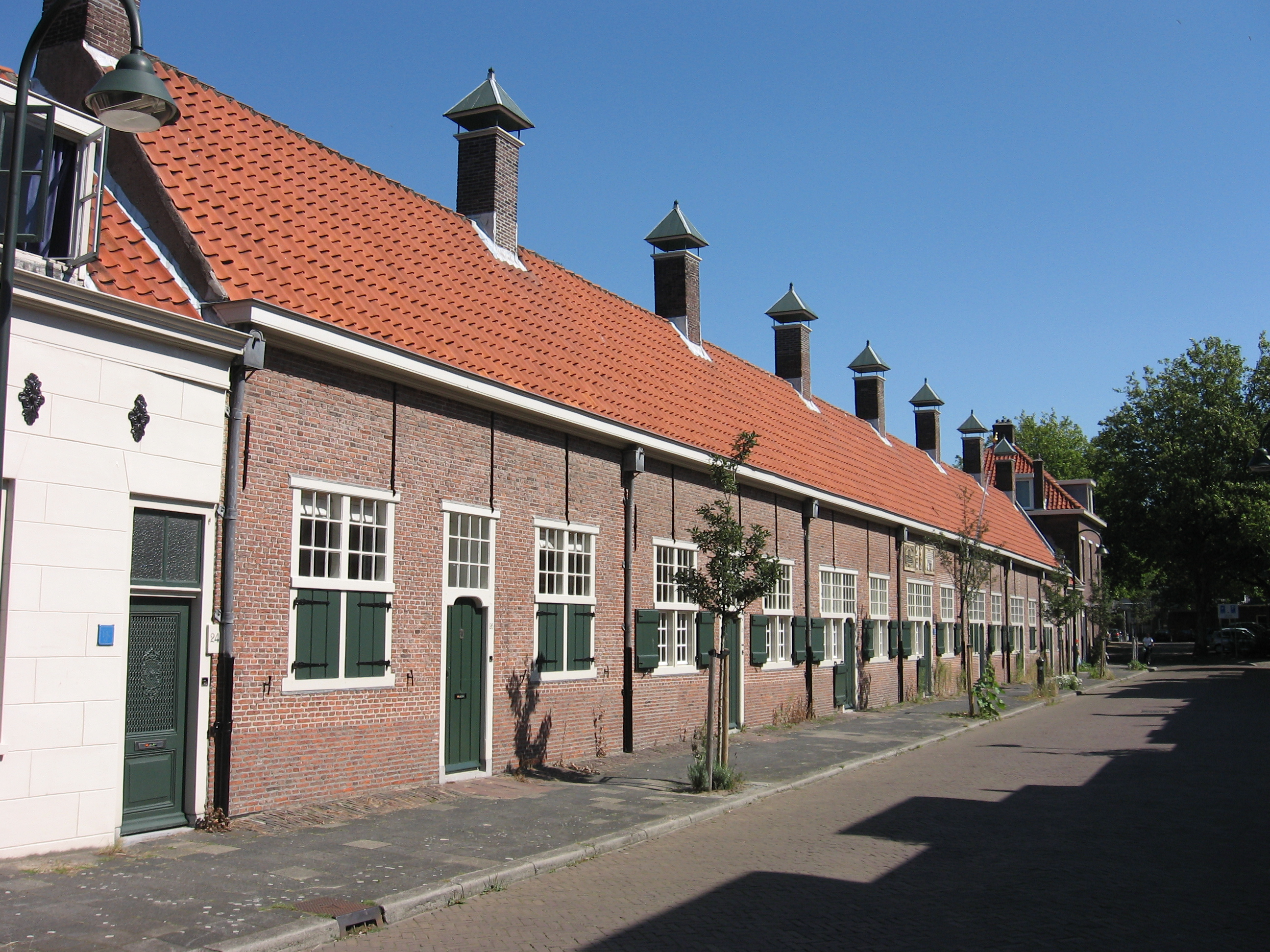
Das Hofje van Gratie in Delft

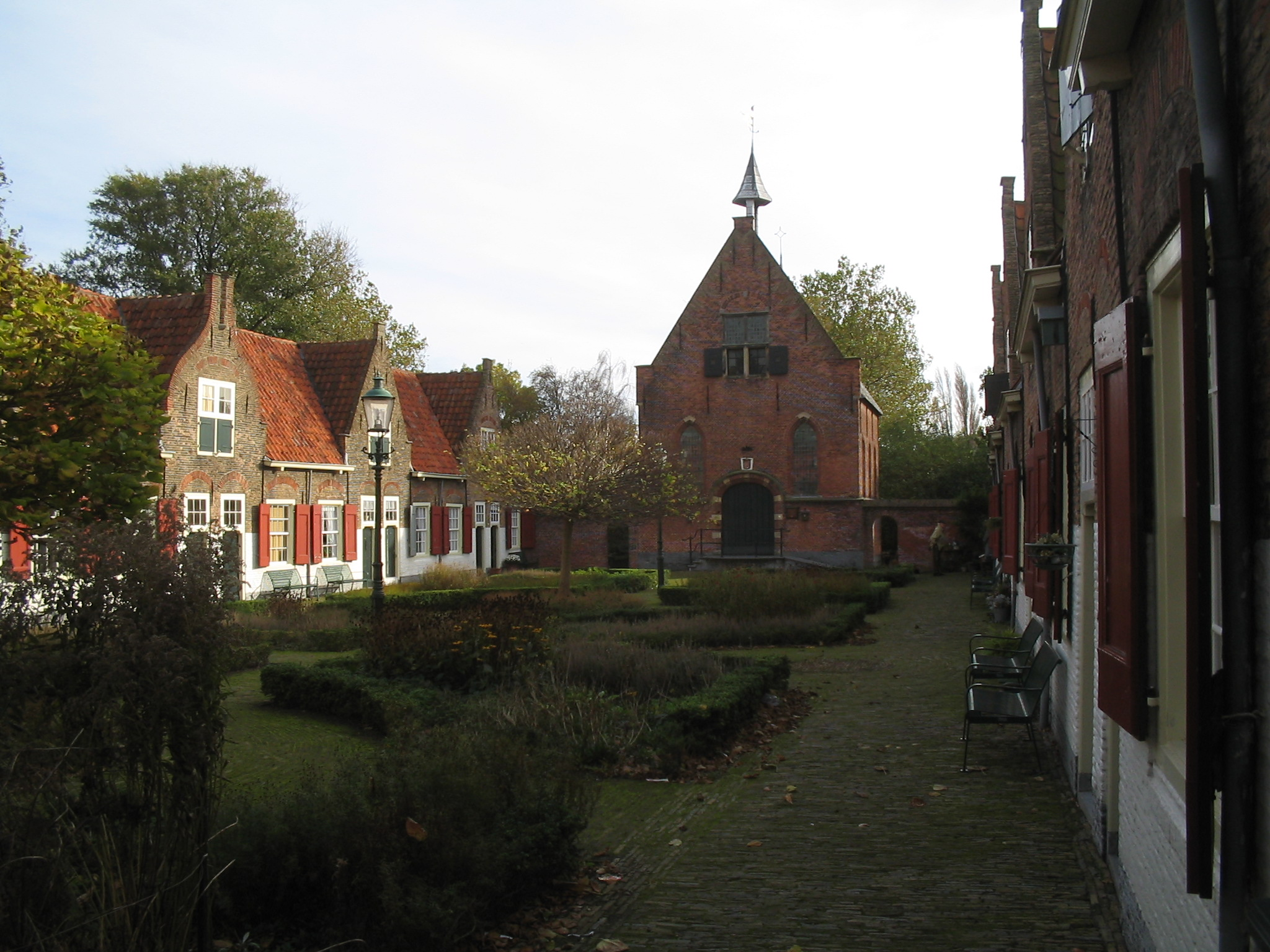
Der Geesthof in Naaldwijk

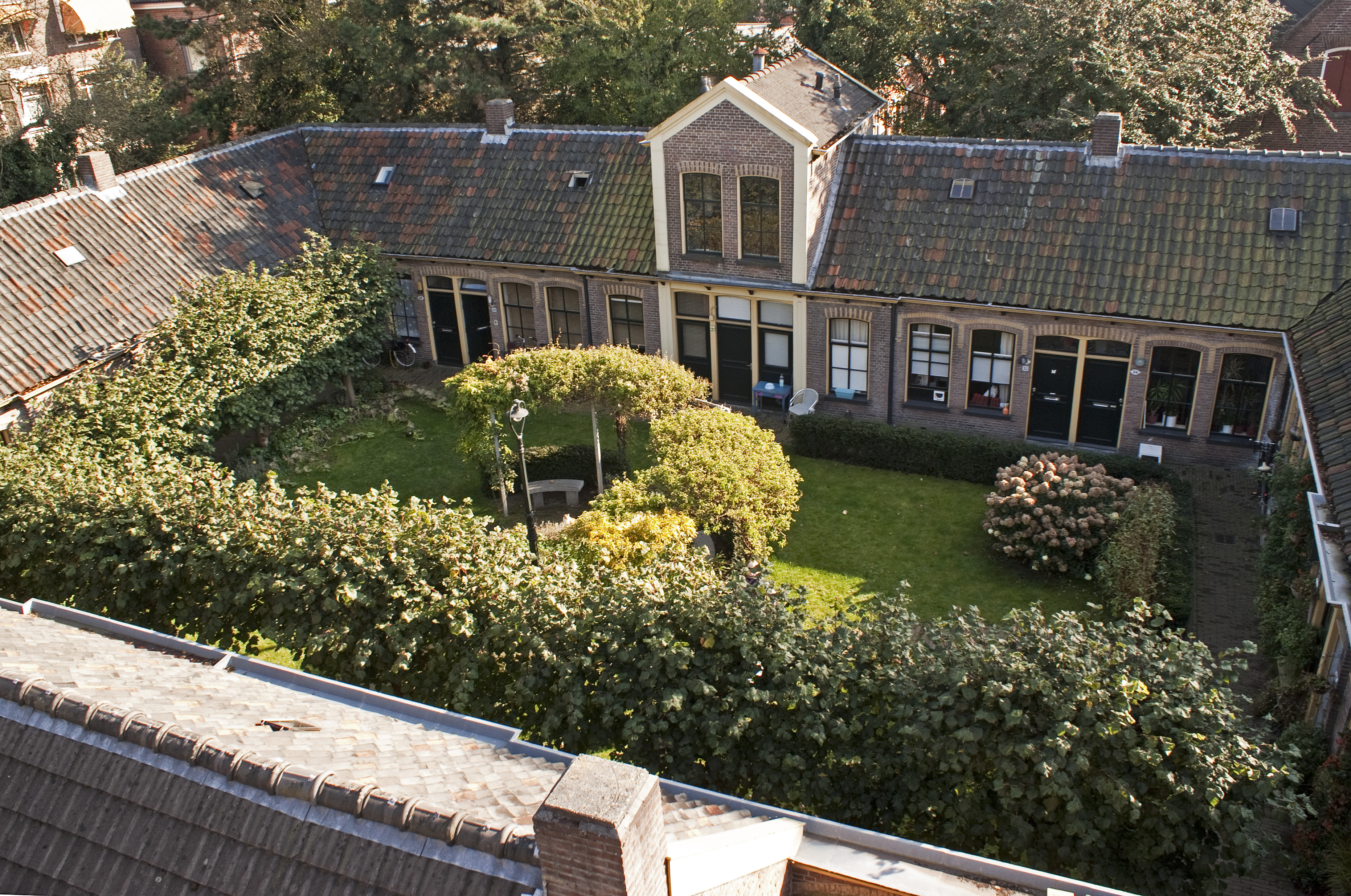
Der Middengasthuis in Groningen

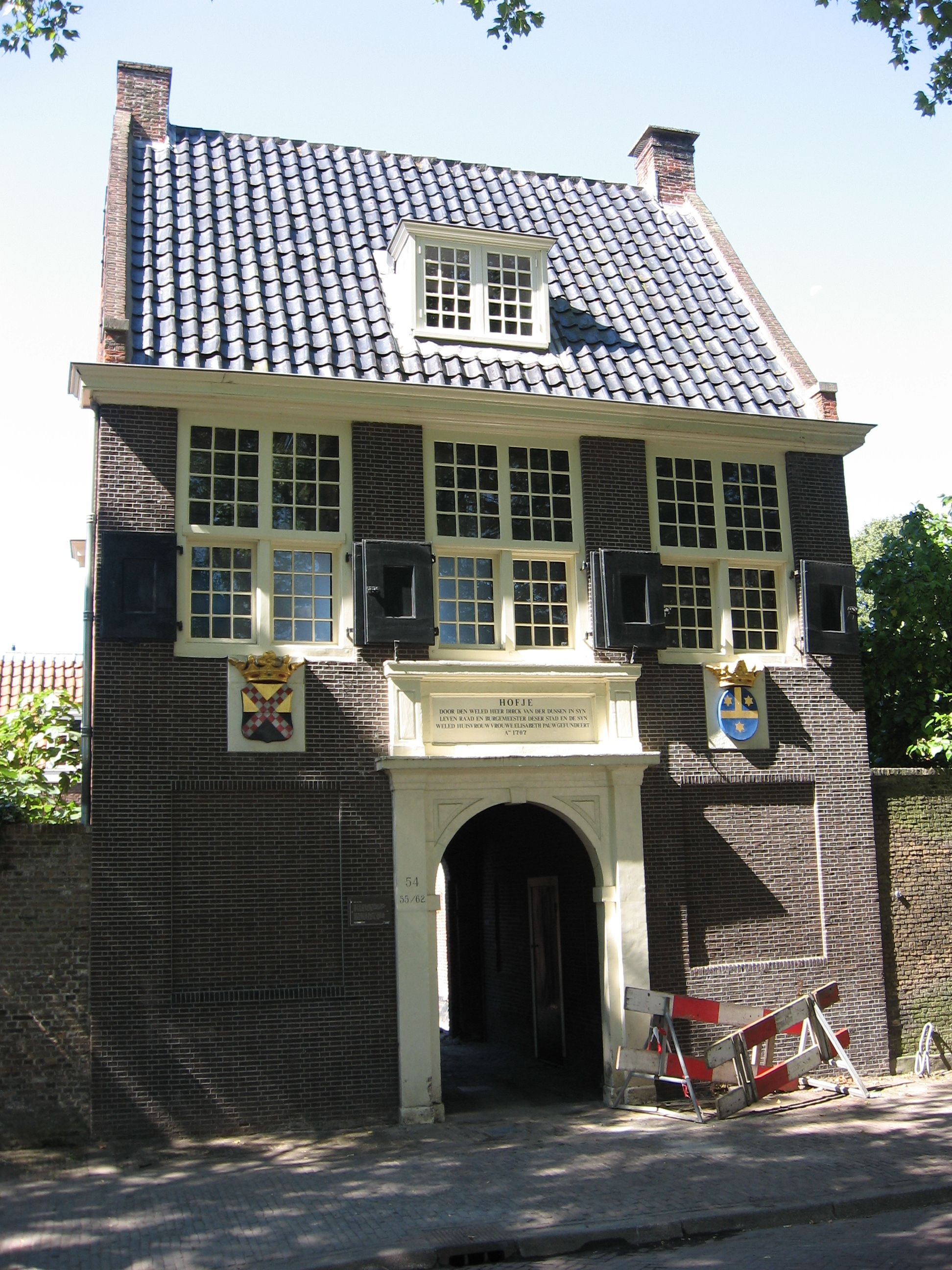
Eingangstor zum Hofje van Pauw in Delft

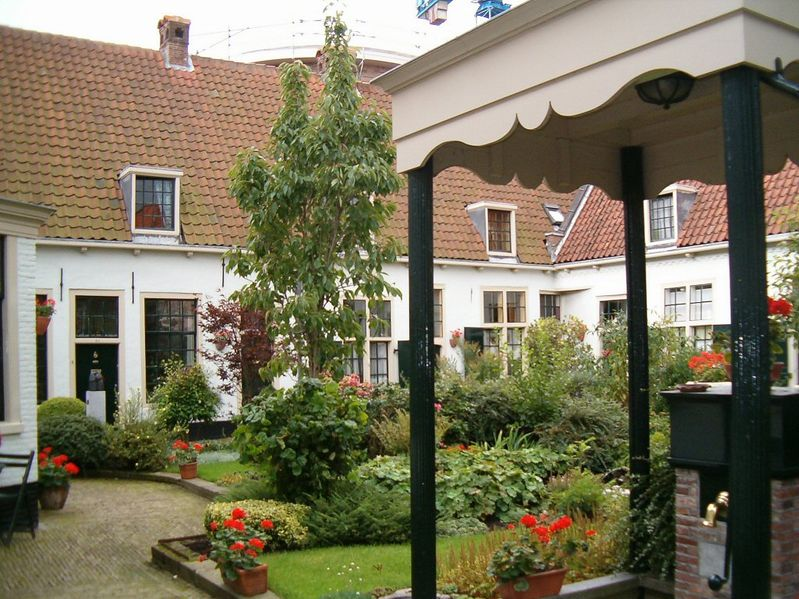
Hofje van Bakenes in Haarlem

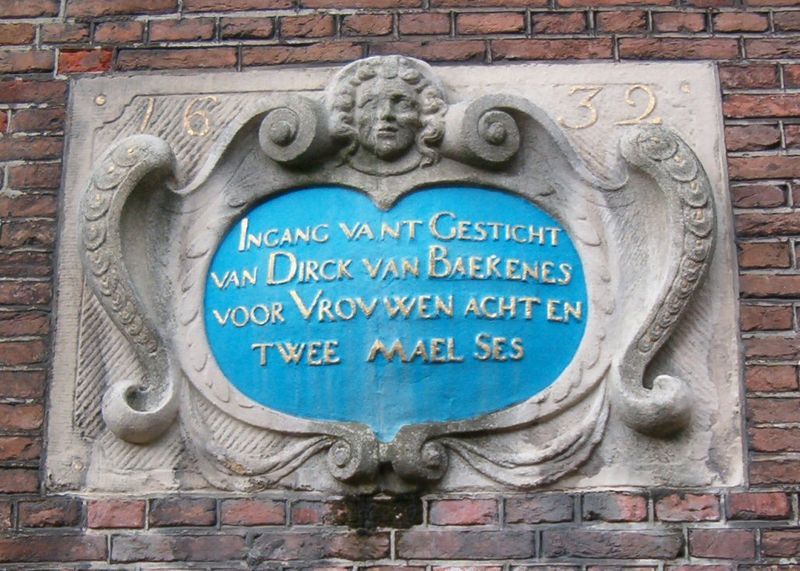
Gevelsteen Bakenesser Hofje

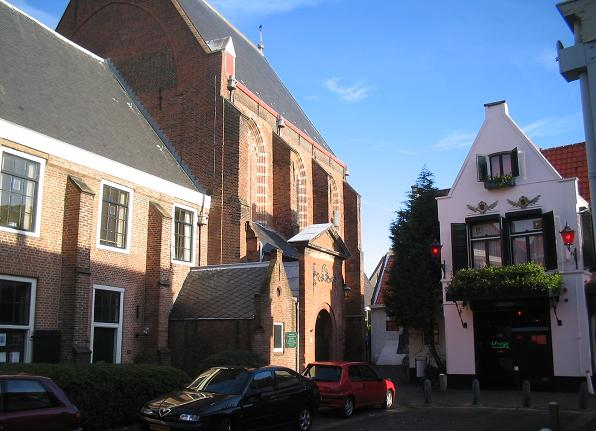
Haarlems Rotlichtviertel um das Bordell im Begijnhof

Ein Hofje (niederländisch, kleiner Hof) ist im niederländischen Sprachraum eine aus einzelnen Wohnhäusern und Gemeinschaftseinrichtungen bestehende Wohnanlage, die rund um einen zentralen Hof angelegt ist und von niederländischen und flämischen  Wohlhabenden als Altenwohnungen für ihre Bediensteten gestiftet wurden. Etwa gleichzeitig entstanden im Mittelalter religiös ausgerichtete Höfe, die Beginenhöfe, die alleinstehenden Frauen das ihnen damals sozial auferlegte zurückgezogene, dem Glauben gewidmete Leben  bot, ohne dass sie in ein Kloster eintreten und einer bestimmten Ordensgemeinschaft angehören mussten.
Heute sind diese Hofjes-Wohnungen nicht mehr mietfrei, werden aber noch oft an sozial schwache, ältere Bürger vermietet. Aber auch bei Studenten und Künstlern sind die Unterkünfte heiß begehrt. Manche Wohnungen sind mittlerweile auch als Eigentumswohnungen in Privatbesitz. 

## Entstehung
Ihren Ursprung hatten die Hofjes in mittelalterlichen Vorläufern von Altersheimen für ehemalige Bedienstete sowie Häusern für alleinstehende Frauen. Die Bezeichnung ergab sich durch die Anordnung der Wohnanlage, die als architektonisches Ensemble bestehend aus einzelnen kleinen Wohnhäusern und Nebengebäuden um einen gemeinschaftlich, meist als Nutzgarten angelegten Innenhof gruppiert sind. Neben dem Nutzgarten gab es unter anderem Toiletten, Waschgelegenheiten und eine Küche als Gemeinschaftsanlagen; die einzelnen Wohn- und Schlafbereiche der Bewohner befanden sich in den kleinen, pittoresken Reihenhäuschen. 
Ein wichtiges Merkmal der Hofjes war die gemeinsame Haushaltsführung und eine enge Hausgemeinschaft. Das Hofje ist von anliegenden Häusern und Anlagen meist durch Mauern oder Wassergräben abgegrenzt und nur über ein oder zwei Tore zugänglich, die in früheren Zeiten um 22 Uhr geschlossen wurden. Jedes Hofje hatte einen Portier/Hausmeister, der in den Diensten der Stiftung stand, der das Hofje gehörte. Die Stiftungen wurden von begüterten Mäzenen geführt, die „Regenten“ genannt wurden. Sie entschieden auch über den Zuzug von Bewohnern und wiesen ihnen die Wohnungen zu. 
Neben Anlagen für Frauen und Altersruhesitzen für Bedienstete entstanden bald auch soziale Einrichtungen für Alte, Arme oder Kranke.
Heutzutage sind die Häuser umgebaut, mit eigenen sanitären Anlagen und Küchen versehen und gruppieren sich um eine Grünanlage oder einen Ziergarten. Sie sind begehrte Unterkünfte für Studenten, Künstler und junge Leute. In ihrem Charakter ähneln die Anlagen den Genossenschaftssiedlungen des frühen 20. Jahrhunderts in europäischen Großstädten.

## Altersversorgung
Vor Willem Drees kannten die Niederlande keine Altersrenten. Die Alten waren meist abhängig von der Kirche oder Gönnern beziehungsweise ihren Dienstherren und auf kostenlose Unterkunft und möglichst sparsame Haushaltsführung angewiesen.

## (Fast) nur für Frauen
Alleinstehende Frauen, unverheiratet oder verwitwet, die nicht ins Kloster gehen und ein Gelübde ablegen wollten, fanden in den Beginenhöfen eine Heimat. In den „normalen“ Hofjes wohnten aber ebenfalls überwiegend ältere Frauen. Für ältere Männer gab es das Oudemannenhuis.

## Tugendhaftes Leben
Kostenlos wohnen war eine Gunst, dafür wurde erwartet, dass die Begünstigten ein rechtschaffenes, gottesfürchtiges Leben führten. Viele Hofjes hatten ihre eigene Kirche, regelmäßiger Kirchenbesuch war Pflicht; ein Wegbleiben über Nacht nur mit Zustimmung der Regenten möglich. 

## Erhaltene Anlagen
Hofjes sind typisch niederländisch, aber auch in Belgien sind sie zu finden. Die meisten wurden zwischen dem 13. und 19. Jahrhundert errichtet. Gut erhaltene Anlagen finden sich in Amsterdam, Alkmaar, Haarlem, Hoorn, Leiden oder Den Haag. In Groningen oder Naaldwijk heißen die Hofjes „Gasthuis“ oder „Geesthof“ wie in anderen nördlichen Orten.

## Heutzutage
Das Wohnen in Hofjes ist längst nicht mehr kostenlos, aber noch immer leben dort überwiegend alleinstehende, ältere Frauen, wenngleich zunehmend jüngere Menschen, etwa Studenten oder Künstler, sich für ein solches winziges Häuschen und ein noch immer weitgehend gemeinschaftliches Alltagsleben interessieren und von den Besitzern auch die Möglichkeit einer Anmietung erhalten. Vor allem in Den Haag befinden sich mittlerweile viele Hofjeswohnungen als Eigentumswohnungen in Privatbesitz. In Haarlem ist ein früheres Hofje jetzt ein Bordell. Ansonsten gilt Haarlem neben Leiden als „Hofjes-Stadt“, da sie wohl die meisten erhaltenen Anlagen haben.